# Andreï Smirnov (philosophe)
Pour les articles homonymes, voir Andreï Smirnov et Smirnov.
Andreï Vadimovitch Smirnov (Андре́й Вади́мович Смирно́в), né le 12 mai 1958 à Moscou (URSS), est un universitaire, académicien et philosophe russe, directeur de l'Institut de philosophie de l'Académie des sciences de Russie depuis décembre 2015.

## Carrière
Il est docteur en sciences philosophiques en 1998 (Institut de philosophie de l'Académie des sciences de Russie), professeur et membre-correspondant de l'Académie des sciences de Russie depuis 2006.
Il est d'abord directeur adjoint de l'Institut de philosophie de l'Académie des sciences de Russie, tout en dirigeant le secteur de la philosophie du monde islamique de ce même institut. Andreï Smirnov est également directeur du département d'études orientales de la faculté de philosophie de l'Université académique d'État des humanités.
Andreï Smirnov s'intéresse particulièrement aux recherches en matière de logique et à la philosophie comparée. Il est spécialiste de l'histoire de la philosophie arabe classique. En 2010, il participe à l'expertise du cours des programmes scolaires « Les bases des cultures religieuses et de l'éthique laïque » dispensé par le système scolaire de la fédération de Russie.
Il est nommé en décembre 2015 directeur de l'Institut de philosophie de l'Académie des sciences de Russie, succédant au professeur Abdoussalam Gousseïnov.
Il est rédacteur en chef de la Revue philosophique ; membre du comité de rédaction des publications : Problèmes de philosophie, Vostok/Oriens, Études islamiques, Journal de l'université fédérale de Sibérie. Série : Humanités. Il est membre de la Commission supérieure d'attestation de la fédération de Russie (depuis 2019).
Le 16 mai 2019, il est élu président par l'assemblée générale de la Société philosophique russe.

## Quelques œuvres
- Un grand cheikh du soufisme : essai d'analyse paradigmatique du philosophe Ibn Arabi [Великий шейх суфизма : опыт парадигмального анализа философии Ибн Араби], Moscou, éd. «Наука» (Naouka, Science) (coll. Vostotchnaïa literatoura (Littérature orientale), 1993.
- Al-Kirmani[1], Hamid ad-Din. Le réconfort de l'esprit (Rakhat la-Akl) [Аль-Кирмани, Хамид ад-Дин. Успокоение разума (Рахат аль-акль)]. Introduction, traduction de l'arabe et commentaires, Moscou, éd. Ladomir «Ладомир», 1995.
- La logique de la pensée. Théorie et application à l'analyse de la philosophie arabe classique et de sa culture [Логика смысла. Теория и её приложение к анализу классической арабской философии и культуры], Moscou, éd. «Языки славянской культуры», 2001
- La base logico-sémantique de la culture arabo-musulmane: sémiotique et beaux-arts, Moscou, éd. Institut de philosophie de l'Académie des sciences de Russie, 2005
- (it) Smirnov A. La filosofia mistica e la ricerca della Verita / Prés. et trad. Alberto De Luca. Rome, éd. Simmetria, 2005.
- Conscience. Logique. Langue. Culture. Sens [Сознание. Логика. Язык. Культура. Смысл.] Moscou: éd. Языки славянской культуры, 2015. — 712 pages — (Studia philosophica).  (ISBN 978-5-94457-235-6)
- Événement et Choses [Событие и вещи]. Moscou: éd. Sadra Садра: Издательский дом ЯСК, 2017. — 232 pages —  (ISBN 978-5-906859-48-8)

### Ouvrages collectifs
- La Russie et le monde musulman: l'altérité comme problème [Россия и мусульманский мир: инаковость как проблема] sous la resp. d'A.V. Smirnov, Moscou: Langues des cultures slaves Языки славянских культур, 2010 (coauteurs)
- Histoire de la philosophie arabo-musulmane. Manuel [История арабо-мусульманской философии: Учебник] / Под ред. А. В. Смирнова. — Moscou : éd. Projet académique  Академический Проект, 2013. — 255 pages —  (ISBN 978-5-8291-1463-3) (coauteurs)
- Histoire de la philosophie arabo-musulmane. Anthologie [История арабо-мусульманской философии: Антология] / Под ред. А. В. Смирнова. — Moscou: éd. Projet académique Академический Проект, 2013. — 267 pages —  (ISBN 978-5-8291-1464-0) (coauteurs)

Liste de ses publications: site de l'Institut de philosophie de l'Académie des sciences de Russie